# Баимов, Ильсур Ахтарович
Баи́мов, Ильсу́р Ахта́рович (башк. Байымов Илсур Әхтәр улы; р. 1974 года) — артист Башкирского Государственного Академического театра драмы им. Мажита Гафури. Заслуженный артист Республики Башкортостан (2009).

## Биография
Баимов Ильсур Ахтарович родился 1974 году. В 1995 году окончил Уфимский государственный институт искусств (ныне Уфимская государственная академия искусств им. З. Исмагилова), в этом же году принят в труппу Башкирского государственного академического театра драмы им. М. Гафури.

## Театральные работы
- «МАКТЫМСЫЛУ, АБЛЯЙ И КАРА ЮРГА» («МАҠТЫМҺЫЛЫУ, ӘБЛӘЙ ҺӘМ ҠАРА ЮРҒА») роль: Сват Ай
- «Бесприданница» («БИРНӘҺЕҘ ҠЫҘ») роль: Гаврило
- «Белый пароход» («АҠ ПАРОХОД») роль: Водитель автолавки, мужчины, женщины, акыны, воины
- «ОДНАЖДЫ В САНАТОРИИ» («БЕР МӘЛ САНАТОРИЙҘА…») роль: Хасан, 2-й старик
- «НЭРКЕС» («НӘРКӘС») роль: Байназар
- «АХМЕТЗАКИ ВАЛИДИ ТОГАН» роль: Фазулла
- «МАСТЕР И ПОДМАСТЕРЬЕ» («СЕРЛЕ КӨРШӘК») роль: Хасбулат, Царь Алихан (Хасбулат, Алихан батша)
- «МУЛЛА» роль: Амир (Әмир)
- «Пролетая над гнездом кукушки» («КӘКҮК ОЯҺЫ») роль: II санитар
- «КОДАСА» («ҠОҘАСА») роль: Мулла Мухаметша
- «БАБУСЬКА@ТУЩКА.RU» («ӘБЕЙҮШКӘ@ЭТ ТУЩКА.RU») роль: Ахмади
- «Кот в сапогах» («ИТЕКЛЕ БЕСӘЙ») роль: Король
- «Волшебник Изумрудного города» («ЗӨБӘРЖӘТ ҠАЛА ТЫЛСЫМСЫҺЫ») роль: Людоед
- «Юсуф и Зулейха» («ЙОСОФ ҺӘМ ЗӨЛӘЙХА») роль: Дан
- «Антигона» роль: Гемон
- «ШАУРАКЭЙ» («ШӘҮРӘКӘЙ») роль: Малыбай

## Награды
- Заслуженный артист Республики Башкортостан (2009)